# État 2751–2754
Die État 2751–2754 Coupe-vent waren Dampflokomotiven mit Schlepptender der Chemins de fer de l’État, die im Schnellzugverkehr eingesetzt waren. Sie hatten eine stromlinienförmige Verkleidung, weshalb sie auch als Coupe-vent ‚Windschneider‘ bezeichnet wurden.

## Geschichte
In den 1880er-Jahren benötigte die État leistungsfähigere Maschinen für ihre Schnellzüge. Der damalige Oberingenieur M. Desdouits ließ 1888 vier Naßdampfmaschinen ohne Verbundwirkung der Bauart American bauen, die in der Leistungsklasse ähnlich den Lokomotiven 2.138–2.157 der Chemins de fer du Nord sein sollten.
Um den Luftwiderstand der Lokomotiven zu verringern, hatten sie eine aerodynamische Verkleidung vor der Rauchkammertür, vorne schräg abfallende Laufstege und ein spitz zulaufendes Führerhaus. Die Lokomotiven waren mit den von Ricour entwickelten Kolbenschiebern ausgerüstet.
Die Lokomotiven waren an einen 20 m³ Wasser fassenden Schlepptender gekuppelt und führten die hochwertigen Schnellzüge auf der Strecke Paris–Rouen.
An der Weltausstellung Paris 1900 wurde die Lokomotive 2754 ausgestellt.
1904 wurde die Lokomotive 2754 in zur Verbundmaschine umgebaut.
Die Lokomotiven erhielten 1909 die Nummern 220-011–220-014 und wurden bis 1926 im regulären Betrieb eingesetzt.